# TV Brno 1
TV Brno 1 je regionální televizní stanice v České republice. Vysílá pořady nabízející aktuální zpravodajství z Brna a blízkého okolí. Na svém webu nabízí živý přenos kanálu a články s aktuálními informacemi z regionu.

## Dostupnost
Živé vysílání je možno najít na webových stránkách televize. Lze ji také naladit u některých kabelových společností. Do 31. října 2020 byla dostupná v DVB-T regionální síti 8 společnosti České radiokomunikace z vysílačů Brno-Barvičova na kanále 25 a z vysílače Mikulov-Děvín na kanále 51.